# ۵۷۲ (خورشیدی)
۵۷۲ پانصد و هفتاد و دومین سال هجری خورشیدی است.